# Michael Hübner
Michael Hübner (Karl-Marx-Stadt, 8 de abril de 1959 – 12 de novembro de 2024) foi um desportista alemão que competiu no ciclismo nas modalidades de pista, especialista nas provas de velocidade e keirin, e rota.
Ganhou 16 medalhas no Campeonato Mundial de Ciclismo em Pista entre os anos 1983 e 1996.

## Medalheiro internacional
| Representando à Alemanha Oriental |                                    |                   |                           |
| Campeonato Mundial                |                                    |                   |                           |
| Ano                               | Lugar                              | Medalha           | Competição                |
| 1983                              | Zurique ( Suíça )                  | Medalha de bronze | Velocidade individual (A) |
| 1985                              | Bassano ( Itália)                  | Medalha de prata  | Velocidade individual (A) |
| 1986                              | Colorado Springs ( Estados Unidos) | Medalha de ouro   | Velocidade individual (A) |
| 1987                              | Viena ( Áustria)                   | Medalha de bronze | Velocidade individual (A) |
| 1989                              | Lyon ( França)                     | Medalha de prata  | Velocidade individual (A) |
| 1990                              | Maebashi ( Japão)                  | Medalha de ouro   | Velocidade individual (P) |
| 1990                              | Maebashi ( Japão)                  | Medalha de ouro   | Keirin (P)                |
| Representando a Alemanha          |                                    |                   |                           |
| Campeonato Mundial                |                                    |                   |                           |
| Ano                               | Lugar                              | Medalha           | Competição                |
| 1991                              | Stuttgart ( Alemanha)              | Medalha de ouro   | Keirin (P)                |
| 1992                              | Valencia ( Espanha)                | Medalha de ouro   | Velocidade individual (P) |
| 1992                              | Valencia ( Espanha)                | Medalha de ouro   | Keirin (P)                |
| 1993                              | Hamar ( Noruega)                   | Medalha de prata  | Velocidade individual     |
| 1994                              | Palermo ( Itália)                  | Medalha de prata  | Keirin                    |
| 1994                              | Palermo ( Itália)                  | Medalha de bronze | Velocidade individual     |
| 1995                              | Bogotá ( Colômbia)                 | Medalha de ouro   | Velocidade por equipas    |
| 1995                              | Bogotá ( Colômbia)                 | Medalha de prata  | Keirin                    |
| 1996                              | Manchester ( Reino Unido)          | Medalha de prata  | Velocidade por equipas    |

## Palmarés
- 1982

1.º no Grande Prêmio de Paris em velocidade
- 1985

1.º no Grande Prêmio de Copenhaga
- 1986

 Campeão do mundo velocidade amador
- 1989

1.º no Grande Prêmio de Paris em velocidade
- 1990

 Campeão do mundo velocidade amador
 Campeão do mundo  keirin
1.º no Grande Prêmio de Paris em velocidade
1.º no Grande Prêmio de Copenhaga
- 1991

 Campeão do mundo  keirin
- 1993

1.º no Grande Prêmio de Paris em velocidade
- 1992

 Campeão do mundo velocidade amador
 Campeão do mundo  keirin
- 1995

 Campeão do mundo  de velocidade por equipas (com Jens Fiedler e Jan van Eijden)
1.º no Grande Prêmio de Copenhaga

## Morte
Hübner morreu no dia 12 de novembro de 2024 aos 65 anos.